# Parma Football Club 2006-2007
Questa pagina raccoglie le informazioni riguardanti il Parma Football Club nelle competizioni ufficiali della stagione 2006-2007.

## Stagione
Nel campionato 2006-07 il Parma, penultimo a metà torneo, raggiunge la salvezza: a giovare è l'avvicendamento in panchina, con Claudio Ranieri che subentra a Stefano Pioli nel mese di febbraio. La squadra partecipa inoltre alla Coppa UEFA, uscendo nei sedicesimi di finale. Agli inizi del 2007 la società, che negli ultimi due anni era stata amministrata da Enrico Bondi, è rilevata da un nuovo proprietario: l'imprenditore bresciano Tommaso Ghirardi.

## Divise e sponsor[5]
| Casa | Trasferta | Terza divisa | Quarta divisa |

## Rosa
| N. |                                 | Ruolo | Calciatore        |
| -- | ------------------------------- | ----- | ----------------- |
| 3  | Italia (bandiera)               | D     | Giuseppe Cardone  |
| 4  | Italia (bandiera)               | C     | Daniele Dessena   |
| 5  | Italia (bandiera)               | P     | Luca Bucci        |
| 6  | Colombia (bandiera)             | C     | Jorge Bolaño      |
| 7  | Italia (bandiera)               | D     | Paolo Castellini  |
| 8  | Italia (bandiera)               | A     | Giuseppe Rossi    |
| 9  | Bosnia ed Erzegovina (bandiera) | A     | Zlatan Muslimović |
| 10 | Italia (bandiera)               | A     | Domenico Morfeo   |
| 11 | Bielorussia (bandiera)          | A     | Vitalii Kutuzov   |
| 13 | Australia (bandiera)            | C     | Vincenzo Grella   |
| 14 | Italia (bandiera)               | D     | Matteo Contini    |
| 17 | Italia (bandiera)               | D     | Marco Rossi       |
| 17 | Italia (bandiera)               | D     | Michele Rinaldi   |
| 18 | Italia (bandiera)               | C     | Andrea Gasbarroni |
| 19 | Italia (bandiera)               | C     | Andrea Pisanu     |
| 20 | Croazia (bandiera)              | A     | Igor Budan        |
| 21 | Italia (bandiera)               | C     | Luca Cigarini     |

| N. |                       | Ruolo | Calciatore            |
| -- | --------------------- | ----- | --------------------- |
| 23 | Italia (bandiera)     | P     | Alfonso De Lucia      |
| 24 | Portogallo (bandiera) | D     | Fernando Couto        |
| 25 | Italia (bandiera)     | D     | Armando Perna         |
| 26 | Italia (bandiera)     | D     | Damiano Ferronetti    |
| 27 | Italia (bandiera)     | C     | Matteo Mandorlini     |
| 28 | Italia (bandiera)     | D     | Massimo Paci          |
| 29 | Slovenia (bandiera)   | A     | Zlatko Dedič          |
| 32 | Italia (bandiera)     | P     | Fabio Virgili         |
| 33 | Senegal (bandiera)    | D     | Ferdinand Coly        |
| 34 | Italia (bandiera)     | C     | Filippo Savi          |
| 35 | Italia (bandiera)     | A     | Daniele Paponi        |
| 38 | Italia (bandiera)     | A     | Niccolò Galli         |
| 40 | Italia (bandiera)     | A     | Pietro Lorenzini      |
| 41 | Italia (bandiera)     | C     | Maurizio Ciaramitaro  |
| 43 | Italia (bandiera)     | C     | Federico Moretti      |
| 55 | Italia (bandiera)     | C     | Francesco Parravicini |
| 80 | Italia (bandiera)     | D     | Antonio Bocchetti     |

## Risultati

### Serie A

#### Girone di andata
| Arbitro: | Stefanini (Prato) |

|              |           |           |
| Stellone 90’ | Marcatori | 55’ Budan |

| Arbitro: | Trefoloni (Siena) |

|  |           |                             |
|  | Marcatori | 25’ Seedorf 85’ (rig.) Kaká |

| Arbitro: | Pieri (Lucca) |

|          |           |  |
| Mutu 17’ | Marcatori |  |

| Arbitro: | Rocchi (Firenze) |

|  |           |                                                           |
|  | Marcatori | 5’ Montella 45+1’ (rig.) Perrotta 54’ Rosi 90+3’ Aquilani |

| Arbitro: | Rizzoli (Bologna) |

|                                                             |           |                               |
| D. Franceschini 22’ G. Delvecchio 53’ Castellini 63’ (aut.) | Marcatori | 4’ Dessena 78’ (rig.) Contini |

| Arbitro: | Palanca (Roma) |

|  |           |                                    |
|  | Marcatori | 8’ Muntari 12’ (rig.) 66’ Iaquinta |

| Arbitro: | Lops (Torino) |

|           |           |  |
| Budan 11’ | Marcatori |  |

| Arbitro: | Rosetti (Torino) |

|                                 |           |                          |
| Amoruso 33’, 77’ R. Bianchi 76’ | Marcatori | 39’ Budan 85’ Gasbarroni |

| Arbitro: | Herberg (Messina) |

|                                           |           |          |
| Budan 1’ Grella 70’ (rig.) Muslimović 87’ | Marcatori | 58’ Doni |

| Arbitro: | Squillace (Catanzaro) |

|                    |           |                         |
| Bogdani 77’, 90+3’ | Marcatori | 36’ D. Morfeo 70’ Budan |

| Arbitro: | Saccani (Mantova) |

|           |           |                            |
| Budan 27’ | Marcatori | 16’ Ibrahimovic 90+2’ Cruz |

| Arbitro: | Romeo (Verona) |

|                                                     |           |  |
| Pfertzel 26’ Ferronetti 70’ (aut.) C. Lucarelli 82’ | Marcatori |  |

| Arbitro: | Bergonzi (Genova) |

|                                |           |  |
| Spinesi 67’ Caserta 84’ (rig.) | Marcatori |  |

| Parma 3 dicembre 2006, ore 15:00 14ª giornata | Parma             | 0 – 0 referto | Palermo | Stadio Ennio Tardini\| Arbitro: \| Messina (Bergamo) \| |
| Arbitro:                                      | Messina (Bergamo) |               |         |                                                         |

| Cagliari 10 dicembre 2006, ore 15:00 15ª giornata | Cagliari      | 0 – 0 referto | Parma | Stadio Sant'Elia\| Arbitro: \| Ciampi (Roma) \| |
| Arbitro:                                          | Ciampi (Roma) |               |       |                                                 |

| Arbitro: | Morganti (Ascoli Piceno) |

|                       |           |                          |
| Budan 26’ Dessena 58’ | Marcatori | 23’ Zanchetta 66’ D'Anna |

| Arbitro: | Giannoccaro (Lecce) |

|               |           |            |
| Di Napoli 73’ | Marcatori | 77’ Paponi |

| Arbitro: | Saccani (Mantova) |

|           |           |                                          |
| Budan 20’ | Marcatori | 30’ G. Stendardo 34’ Pandev 45+1’ Rocchi |

| Arbitro: | Palanca (Roma) |

|                        |           |  |
| Raggi 26’ Matteini 76’ | Marcatori |  |

#### Girone di ritorno
| Arbitro: | Mazzoleni (Bergamo) |

|              |           |  |
| G. Rossi 75’ | Marcatori |  |

| Arbitro: | Gava (Conegliano) |

|                |           |  |
| F. Inzaghi 76’ | Marcatori |  |

| Arbitro: | Giannoccaro (Lecce) |

|                          |           |  |
| G. Rossi 27’, 89’ (rig.) | Marcatori |  |

| Arbitro: | Trefoloni (Siena) |

|                                     |           |  |
| Totti 50’ Perrotta 66’ Taddei 90+5’ | Marcatori |  |

| Arbitro: | Brighi (Cesena) |

|  |           |                  |
|  | Marcatori | 58’ Quagliarella |

| Arbitro: | Pieri (Lucca) |

|                                     |           |                                              |
| Di Natale 42’, 68’ (rig.) Obodo 84’ | Marcatori | 8’ Budan 78’ Parravicini 86’ (rig.) G. Rossi |

| Ascoli Piceno 28 febbraio 2007, ore 15:00 26ª giornata | Ascoli           | 0 – 0 referto | Parma | Stadio Cino e Lillo Del Duca\| Arbitro: \| Paparesta (Bari) \| |
| Arbitro:                                               | Paparesta (Bari) |               |       |                                                                |

| Arbitro: | Farina (Novi Ligure) |

|                                 |           |                     |
| Budan 23’ G. Rossi 90+7’ (rig.) | Marcatori | 14’, 40’ R. Bianchi |

| Arbitro: | Giannoccaro (Lecce) |

|             |           |          |
| Defendi 54’ | Marcatori | 88’ Coly |

| Arbitro: | Tagliavento (Terni) |

|                |           |  |
| Gasbarroni 19’ | Marcatori |  |

| Arbitro: | Farina (Novi Ligure) |

|                        |           |  |
| Maxwell 56’ Crespo 70’ | Marcatori |  |

| Arbitro: | Dondarini (Finale Emilia) |

|              |           |  |
| G. Rossi 90’ | Marcatori |  |

| Arbitro: | Ayroldi (Molfetta) |

|              |           |             |
| Cigarini 31’ | Marcatori | 20’ Spinesi |

| Arbitro: | Rocchi (Firenze) |

|                                                    |           |                                                 |
| Bresciano 36’ Di Michele 45+1’ (rig.) Zaccardo 90’ | Marcatori | 25’ Budan 48’ Couto 72’ G. Rossi 81’ Gasbarroni |

| Arbitro: | Farina (Novi Ligure) |

|                                 |           |           |
| Budan 29’ Gasbarroni 77’ (rig.) | Marcatori | 67’ Conti |

| Arbitro: | Rizzoli (Bologna) |

|               |           |  |
| Pellissier 5’ | Marcatori |  |

| Arbitro: | Gava (Conegliano) |

|                                                 |           |            |
| G. Rossi 23’, 31’ Muslimović 29’ Gasbarroni 34’ | Marcatori | 29’ Riganò |

| Roma 20 maggio 2007, ore 15:00 37ª giornata | Lazio               | 0 – 0 referto | Parma | Stadio Olimpico\| Arbitro: \| De Marco (Chiavari) \| |
| Arbitro:                                    | De Marco (Chiavari) |               |       |                                                      |

| Arbitro: | Tagliavento (Terni) |

|                                        |           |             |
| Muslimović 8’ Budan 16’ Gasbarroni 88’ | Marcatori | 68’ Saudati |

### Coppa Italia

#### Fase finale
| Arbitro: | Marelli (Como) |

|                   |           |  |
| Bucchi 69’ (rig.) | Marcatori |  |

| Arbitro: | Paparesta (Bari) |

|                                    |           |                |
| Cigarini 45’ (rig.) Dedič 55’, 68’ | Marcatori | 85’ Dalla Bona |

| Arbitro: | Banti (Livorno) |

|                         |           |           |
| A.Mancini 19’ Totti 67’ | Marcatori | 88’ Dedič |

| Arbitro: | Bergonzi (Genova) |

|                     |           |                          |
| Muslimović 12’, 43’ | Marcatori | 30’ De Rossi 88’ Pizarro |

### Coppa UEFA

#### Primo Turno
| Arbitro: | Briakos |

|  |           |             |
|  | Marcatori | 79’ Dessena |

| Arbitro: | Weiner |

|            |           |  |
| Paponi 49’ | Marcatori |  |

#### Fase a gironi
| Arbitro: | Gumienny |

|           |           |                       |
| Hansen 7’ | Marcatori | 41’ Dessena 51’ Budan |

| Arbitro: | Halsey |

|               |           |             |
| Budan 24’ 73’ | Marcatori | 21’ Pranjic |

| Arbitro: | Dougal |

|            |           |                      |
| Cousin 20’ | Marcatori | 77’ Dedič 90’ Paponi |

| Arbitro: | Dereli |

|  |           |                                  |
|  | Marcatori | 33’ 44’ David López 82’ Juanfran |

#### Fase ad eliminazione diretta
| Arbitro: | Skomina |

|               |           |  |
| Zé Carlos 81’ | Marcatori |  |

| Arbitro: | Hrinak |

|  |           |                 |
|  | Marcatori | 81’ Diego Costa |